# Echeveria atropurpurea
Echeveria atropurpurea là một loài thực vật có hoa trong họ Crassulaceae. Loài này được (Baker) E.Morren miêu tả khoa học đầu tiên năm 1874.